# Kružlová
Kružlová é um município da Eslováquia, situado no distrito de Svidník, na região de Prešov. Tem 8,28 km² de área e sua população em 2018 foi estimada em 700 habitantes.

## Demografia
| Ano:        | 1994 | 2004   | 2014    | 2024    |
| ----------- | ---- | ------ | ------- | ------- |
| Broj ljudi: | 522  | 566    | 684     | 753     |
| Razlika:    |      | +8,42% | +20,84% | +10,08% |

| Ano:               | 2023 | 2024 |
| ------------------ | ---- | ---- |
| Número de pessoas: | 753  | 753  |
| Diferença:         |      | +0%  |